# Квинт Валерий Соран
Квинт Вале́рий Сора́н (лат. Quintus Valerius Soranus; родился около 140 года до н. э., Сора, Римская республика — казнён в 82 году до н. э., Сицилия, Римская республика) — римский писатель и поэт, учёный-энциклопедист, занимавший, предположительно, в 82 году до н. э. должность народного трибуна.

## Детали биографии и взгляды
Сохранившиеся в источниках сведения о Квинте Валерии весьма отрывочны. Его когномен — «Соран» (Soranus) — свидетельствует о происхождении из Сор. Марк Туллий Цицерон в трактате «Об ораторе» (55 год до н. э.) называет его «учёнейшим из всех, кто носит тогу», а в более позднем произведении «Брут, или О знаменитых ораторах» (46 год) упоминает «Квинта и Децима Валериев из Соры» в списке «ораторов с некоторой славою» из числа «союзников и латинов», называя их своими «друзьями и соседями, достойными уважения не столько за своё ораторское искусство, сколько за знание греческой и латинской словесности».
Сорана неоднократно цитирует в труде «О латинском языке» Марк Теренций Варрон — его младший современник, вероятно, знавший его лично. Из упоминаний у Варрона и Авла Геллия можно сделать вывод о том, что сфера интересов Сорана включала вопросы лингвистики, в частности, этимологии. А согласно Плинию Старшему, Соран был первым писателем, который снабдил свою книгу оглавлением.
На основе анализа единственного дошедшего до нас стихотворного отрывка, принадлежащего Сорану, выдвигается гипотеза о близости его взглядов к орфизму и стоицизму, а возможно, и пифагореизму.

## Версии гибели
Самый полный рассказ о гибели Квинта Валерия Сорана приводится у Сервия:

…Ведь настоящее имя этого города никто не произносит даже во время священнодействия. Более того, некий Валерий Соран, народный трибун, как сообщает Варрон и многие другие, осмелившийся произнести это имя, как утверждают некоторые, был выброшен из сената и распят на кресте. А другие говорят, что из страха перед наказанием он бежал, был схвачен в Сицилии и, по настоянию сената, убит претором. Имя же города не называет даже Гигин, когда говорит о его расположении.

Версия о распятии сомнительна, поскольку этой казни подвергали главным образом рабов, а к римским гражданам применяли крайне редко. К тому же личность народного трибуна при исполнении им должностных обязанностей считалась священной и неприкосновенной, хотя, возможно, к 82 году до н. э. Соран был уже бывшим трибуном. Среди более ранних, чем Сервий, авторов о казни Сорана за это преступление упоминают (без указания способа казни) Плиний Старший и Плутарх.
Квинта Валерия Сорана, как правило, отождествляют с упоминаемым у Плутарха в биографии Помпея Квинтом Валерием. Древнегреческий писатель называет его «человеком большой учёности и исключительно преданным науке», а также со ссылкой на Гая Оппия сообщает, что Помпей вероломно казнил его, сначала приняв дружески, прогулявшись вместе с ним и выспросив нужные сведения. Впрочем, Плутарх предупреждает, что к рассказам Гая Оппия — друга Цезаря, противника Помпея в гражданской войне, — следует относиться с большой осторожностью.
Неизвестно, каким именно образом и с какой целью Квинт Валерий Соран разгласил тайну. Высказывается предположение о том, что это могло быть сделано в его упоминаемом Плинием произведении «Эпоптиды», содержание которого неизвестно. Феномен сохранения в глубокой тайне «настоящего» имени Вечного города связан с религиозными представлениями римлян о том, что враг, зная это имя, сможет привлечь божество-хранителя на свою сторону и таким образом добиться победы. В качестве возможного мотива Сорана называлось желание лишить Рим монополии на власть среди италиков.
Конрад Цихориус в статье «К истории жизни Валерия Сорана» (1906) предположил, что он пал жертвой проскрипций Суллы. Часть современных исследователей разделяют мнение о том, что казнь Сорана была политически мотивированной и не имела отношения к религии, либо допускают такую возможность.

## Потомки
Сыном Квинта Валерия, по одной из версий, был Квинт Валерий Орка — корреспондент Цицерона, претор 57 года до н. э., один из легатов Гая Юлия Цезаря в гражданскую войну 49—45 гг. до н. э. В историографии существует также предположение, что Соран мог приходиться отцом ещё и монетарию 45 года до н. э. Луцию Валерию Ацискулу — эвентуальному брату Орки.

## Труды
Из всех произведений Квинта Валерия Сорана сохранилось единственное двустишие, которое цитирует Августин в труде «О граде Божьем» в доказательство своего тезиса о том, что божеством-покровителем Рима был Юпитер:
Юпитер великий, царей и богов прародитель,
Ты — матерь богов, повсюду единый и весь.
Оригинальный текст (лат.)Iuppiter omnipotens, regum rerumque deumque
progenitor genetrixque, deum deus, unus et omnes.
Этот отрывок интерпретируется в русле учения орфиков о единстве противоположностей в божестве, включая андрогинию, оказавшего влияние и на стоицизм. В нём прослеживаются чёткие параллели с другими античными текстами.
Единственное известное по названию произведение Сорана — «Эпоптиды» (др.-греч. Ἐπόπτιδες), причём варианты перевода этого названия варьируются от «(женщины,) посвящённые в высшую степень мистерий» до «богини-хранительницы». Во втором случае оно в полной мере соответствует теме тайного имени Рима и его возможного разглашения. Относительно характера этого произведения высказываются прямо противоположные догадки: это могла быть как энциклопедия или компендиум в прозаической форме — на эту мысль наталкивает наличие оглавления, — так и длинная дидактическая поэма — возможно, именно Соран оказал влияние на Тита Лукреция Кара при выборе им формы его философского труда.

## В литературе
- Квинт Валерий Соран является второстепенным персонажем романа К. Маккалоу «Фавориты Фортуны» (1993). По сюжету романа, будучи гуманистом, он не может простить массовое убийство невиновных в ходе проскрипций и решает выразить общественный протест путём разглашения с ростры сакральной тайны: «мир станет лучше, если Рим вообще перестанет существовать». Тайным именем Рима оказывается «AMOR» — палиндром от «ROMA» (с лат. — «Рим») и одновременно «любовь» по-латыни. Поступок Сорана ни к чему не приводит, и он вынужден бежать на Сицилию.
- Упоминается в рассказе Х. Л. Борхеса «Три версии предательства Иуды[англ.]» (1944): главный герой, теолог Нильс Рунеберг, сравнивает свой поступок с разглашением тайного имени Рима.